# Elie Brun-Lavainne
Pour les articles homonymes, voir Brun et Lavaine.
Elie-Benjamin-Joseph Brun-Lavainne, né le 22 juillet 1791 à Lille et décédé le 27 janvier 1875 à Tourcoing, était un romancier, archiviste et historien lillois. 
Archiviste de la ville de Lille, il était membre correspondant de la Société d'agriculture, des sciences et des arts du département du Nord, de la Société des antiquaires de la Morinie, de la Société des sciences et des arts de Valenciennes. Il a fondé en 1834 la Revue du Nord, sous-titrée Archives de l'ancienne Flandre. Il fit partie des premiers membres de la Commission historique du Nord en 1837 sous l'impulsion de François Guizot. Il écrivit également de nombreux ouvrages sous le pseudonyme de H. Prévault.
Il fut librettiste pour plusieurs opéras composés notamment par son neveu Ferdinand Lavainne.

## Œuvres
- Livres

- Les jeunes Bourbons proposés pour modèles à la Jeunesse Française, Lille, L. Lefort, 1827, 2 vol.
- La Famille heureuse ou Contraste entre le bonheur d'une vie paisible et chrétienne, et le trouble et les agitations du monde, Lille : L. Lefort, 1830, 204 p.
- Atlas topographique et historique de la ville de Lille, accompagné d'une histoire abrégée de cette ville, de notes explicatives, de cartes et de vues, Lille, 1830.
- Le Palais Rihour, Lille, chez l'Auteur, Vanackère, 1835, extr. de la Revue du Nord.
- Les sept sièges de Lille, appuyés des chartes, traités, capitulations et de tous les documents historiques qui s'y rattachent. Paris, Derache & Lille, Vanackere, 1838, 496 p. Ouvrage écrit avec la collaboration de son fils, E. Brun. Disponible en texte intégral sur LillOnum
- Roisin. Franchises, lois et coutumes de la ville de Lille, Lille, Vanackere & Paris, Colomb de Batines, 1842. Texte intégral
- Les femmes en 1973, Paris, Guérin, 1873, 128 p.

- Articles
- De l'invasion du protestantisme dans la Flandre au XVIe siècle et comment Lille en fut préservé. Revue du Nord, 1839 (Lire en ligne).

- Dessins
- Dessins conservés à la Bibliothèque municipale de Lille.